# Nyon
Nyon este un oraș și comună din districtul Nyon, cantonul Vaud, Elveția.

## Climat
| Date climatice pentru Nyon/Changins (1981–2010) | Date climatice pentru Nyon/Changins (1981–2010) | Date climatice pentru Nyon/Changins (1981–2010) | Date climatice pentru Nyon/Changins (1981–2010) | Date climatice pentru Nyon/Changins (1981–2010) | Date climatice pentru Nyon/Changins (1981–2010) | Date climatice pentru Nyon/Changins (1981–2010) | Date climatice pentru Nyon/Changins (1981–2010) | Date climatice pentru Nyon/Changins (1981–2010) | Date climatice pentru Nyon/Changins (1981–2010) | Date climatice pentru Nyon/Changins (1981–2010) | Date climatice pentru Nyon/Changins (1981–2010) | Date climatice pentru Nyon/Changins (1981–2010) | Date climatice pentru Nyon/Changins (1981–2010) |
| Luna                                            | Ian                                             | Feb                                             | Mar                                             | Apr                                             | Mai                                             | Iun                                             | Iul                                             | Aug                                             | Sep                                             | Oct                                             | Nov                                             | Dec                                             | Anual                                           |
| ----------------------------------------------- | ----------------------------------------------- | ----------------------------------------------- | ----------------------------------------------- | ----------------------------------------------- | ----------------------------------------------- | ----------------------------------------------- | ----------------------------------------------- | ----------------------------------------------- | ----------------------------------------------- | ----------------------------------------------- | ----------------------------------------------- | ----------------------------------------------- | ----------------------------------------------- |
| Maxima medie °C (°F)                            | 3.8 (38,8)                                      | 5.4 (41,7)                                      | 10.1 (50,2)                                     | 14.0 (57,2)                                     | 18.7 (65,7)                                     | 22.4 (72,3)                                     | 25.2 (77,4)                                     | 24.6 (76,3)                                     | 19.8 (67,6)                                     | 14.5 (58,1)                                     | 8.1 (46,6)                                      | 4.7 (40,5)                                      | 14,3 (57,7)                                     |
| Media zilnică °C (°F)                           | 1.3 (34,3)                                      | 2.2 (36)                                        | 6.0 (42,8)                                      | 9.4 (48,9)                                      | 13.7 (56,7)                                     | 17.2 (63)                                       | 19.7 (67,5)                                     | 19.1 (66,4)                                     | 15.1 (59,2)                                     | 10.7 (51,3)                                     | 5.3 (41,5)                                      | 2.4 (36,3)                                      | 10,2 (50,4)                                     |
| Minima medie °C (°F)                            | −1.3 (29,7)                                     | −0.8 (30,6)                                     | 1.8 (35,2)                                      | 4.5 (40,1)                                      | 8.7 (47,7)                                      | 11.9 (53,4)                                     | 14.2 (57,6)                                     | 13.9 (57)                                       | 10.9 (51,6)                                     | 7.3 (45,1)                                      | 2.5 (36,5)                                      | −0.1 (31,8)                                     | 6,1 (43)                                        |
| Precipitații mm (inches)                        | 84 (3.31)                                       | 73 (2.87)                                       | 70 (2.76)                                       | 67 (2.64)                                       | 86 (3.39)                                       | 83 (3.27)                                       | 78 (3.07)                                       | 78 (3.07)                                       | 92 (3.62)                                       | 102 (4.02)                                      | 91 (3.58)                                       | 96 (3.78)                                       | 999 (39,33)                                     |
| Umiditate [%]                                   | 81                                              | 76                                              | 69                                              | 67                                              | 69                                              | 67                                              | 65                                              | 67                                              | 74                                              | 80                                              | 81                                              | 81                                              | 73                                              |
| Nr. de zile cu precipitații (≥ 1.0 mm)          | 10.0                                            | 8.2                                             | 9.2                                             | 8.9                                             | 11.6                                            | 9.6                                             | 8.6                                             | 8.8                                             | 7.8                                             | 10.2                                            | 9.8                                             | 10.0                                            | 112,7                                           |
| Ore însorite                                    | 64                                              | 94                                              | 155                                             | 177                                             | 197                                             | 232                                             | 259                                             | 233                                             | 185                                             | 122                                             | 73                                              | 54                                              | 1.844                                           |
| Sursă: MeteoSwiss                               |                                                 |                                                 |                                                 |                                                 |                                                 |                                                 |                                                 |                                                 |                                                 |                                                 |                                                 |                                                 |                                                 |